# LaVar Arrington
 (octobre 2021).
Si vous disposez d'ouvrages ou d'articles de référence ou si vous connaissez des sites web de qualité traitant du thème abordé ici, merci de compléter l'article en donnant les références utiles à sa vérifiabilité et en les liant à la section « Notes et références ».
Pour les articles homonymes, voir Arrington.
College Football Hall of Fame 2022
(en) Statistiques sur pro-football-reference
LaVar RaShad Arrington, né le 20 juin 1978 à Pittsburgh (Pennsylvanie), est un joueur américain de football américain ayant évolué au poste de linebacker.

## Biographie
LaVar tient son nom de LeVar Burton à la suite de son apparition comme Kunta Kinte dans  la mini-série télévisée 
Racines tirée du roman Racines d'Alex Haley.
Étudiant à l'université d'État de Pennsylvanie, il joua pour la section football américain des Nittany Lions de Penn State où il est coéquipier entre autres de Courtney Brown et de Brandon Short. Cependant, dès le lycée, il était également de bonne performance en athlétisme et en basket-ball. Il remportera à cette période le Chuck Bednarik Award et le Dick Butkus Award. Il fit même la couverture du Sports Illustrated 1999 College Football Preview Issue comme prétendant du trophée Heisman duquel il finira 9e.
Il fut drafté en 2000 à la 2e place (premier tour) par les Redskins de Washington, juste après Courtney Brown. Ses premières saisons furent riches et pleines et, en 2004, il resigna un nouveau contrat. Mais des problèmes de contrats opposèrent ses agents aux Redskins. Des blessures aux genoux n'arrangèrent rien à la situation, si bien qu'il demanda et racheta une partie de son contrat pour être transféré en tant qu'agent libre.
Il signa pour sept années un contrat de 49 millions de dollars US chez les Giants de New York, retrouvant Brandon Short. Il ne put reprendre le no 56 et choisi donc le no 55, se surnommant par la suite lui-même Double Nickels.
Lors d'un match contre les Cowboys de Dallas à la 7e semaine de 2006, il se blesse au tendon d'Achille et à la fin de la saison, il est libéré par la franchise.
Un sérieux accident de motocyclette en juin 2007 le force à prendre sa retraite sportive.
Il fut sélectionné trois fois pour le Pro Bowl (2001, 2003 et 2004).
Il a ouvert un restaurant nommé The Sideline dans le Maryland où il vit avec sa femme et ses trois enfants. Il a également fait des apparitions comme analyste sportif pour Comcast SportsNet et dans d'autres programmes télévisés et publicités.